# Lit (groupe)
Pour les articles homonymes, voir Lit.
Lit est un groupe de punk rock américain, formé en Californie.

## Biographie

### Débuts (1989-1998)
Le groupe est formé en 1989 sous le nom de Razzle, orienté pop/glam metal et connu un certain succès. Une première démo voit le jour en 1990, et un EP intitulé New Vibe Revolution sort en 1993. Quelques années plus tard le groupe changea de nom pour Stain, nom qui appartenait déjà à un autre groupe, et finalement adopta celui de Lit en 1996.
Durant l'été 1997 le groupe sort Tripping the Light Fantastic chez Malicious Vinyl. Peu de temps après la sortie de l'album le label cesse d'exister, laissant le groupe de nouveau sans maison de disques. Le groupe se consacre alors à l'écriture de nouveaux morceaux et à la scène, avant de pouvoir signer chez RCA Records en 1998.

### Période RCA (1999-2001)
Le groupe accède à la notoriété avec A Place in the Sun en 1999. Le single My Own Worst Enemy occupe la première place des charts pendant trois mois aux États-Unis, et reçoit un Billboard Music Award pour la meilleure chanson rock de l'année. Suivirent ensuite les singles Zip-Lock et Miserable. Le groupe donne plus de 286 concerts à travers le monde. En plus du Vans Warped Tour et d'une participation au festival de Woodstock en 1999, ils prirent part aux tournées des Offspring, Garbage, et No Doubt.
Le successeur de A Place in the Sun, Atomic, place de nouveau le groupe dans le top 10 aux États-Unis avec Lipstick and Bruises en 2001. Le groupe partit ensuite en tournée avec Kid Rock et Butch Walker. La chanson Over my head, présente dans l'album Atomic, est la chanson principale du film d'animation Titan A.E, et est aussi utilisée dans le spot publicitaire pour la Fiat Multipla.

### Retour à l'indépendant (2002–2008)
Libéré de tout engagement avec RCA Records, Lit entame une tournée plus intimiste en automne 2003, avant de sortir l'album éponyme Lit chez DRT Entertainment en juin 2004. Le single Looks Like They Were Right entre dans le Top 40 aux États-Unis. C'est également cette année que le groupe sort son premier DVD, intitulé All Access, en novembre.
En mai 2008, une annonce révèle qu'une tumeur au cerveau fut diagnostiquée à Allen Shellenberger.
Le 26 juillet 2008 Lit organisa un concert de soutien au House Of Blues in Anaheim, California. De nombreux groupes y participèrent, parmi lesquels Sugar Ray et Handsome Devil. Le batteur de No Doubt Adrian Young remplaça Allen Shellenberger pour quelques chansons. Allen Shellenberger mourut le 13 août 2009, à l'âge de 39 ans.

### The View from the Bottom(2009–2015)
En novembre 2009, Lit annonce le recrutement de Nathan Walker en tant que nouveau batteur et la préparation d'un nouvel album.
En avril 2010, Lit laisse entendre durant une interview qu'il envisageait de retourner chez une major pour les prochains albums. En septembre 2010, Kevin Baldes confirme l'entrée de Lit en studio, pour un sixième album aux côtés du producteur Marti Frederiksen (Aerosmith, Def Leppard, Mötley Crüe, Foreigner, Sheryl Crow, Faith Hill). Ils commencent à enregistrer en juillet 2011, et publient une vidéo démo intitulée You Tonight. Lit annonce en décembre 2011 leur retour en studio avec Butch Walker à la production pour terminer l'album. Ils signent aussi chez Megaforce Records et publient leur album The View from the Bottom le 19 juin 2012. Le premier single, You Tonight,  est publié sur iTunes le 1er mai 2012, et une vidéo de The Broken est publiée en août 2012.
Le 7 janvier 2013, A. Jay Popoff annonce qu'après la fin des tournées pour The View from the Bottom, le groupe se lancera dans un nouvel album. Une vidéo de Miss You Gone est publié le 13 juin 2013. 
Le 9 décembre 2013, le groupe annonce un concert spécial 15e anniversaire pour A Place in the Sun,.

### Sixième album (depuis 2016)
Le 1er octobre 2015, le groupe travaille sur de nouvelles chansons à SoundStage de Nashville. Au début de 2016, le batteur Nathan Walker quitte le groupe et est remplacé par Terry Stirling Jr. pour le "2016 Summerland Tour". Le 26 octobre 2016, le clip de leur nouvelle chanson, Fast, est diffusé sur CMT.

## Style musical
Pour leur premier album, Tripping the Light Fantastic, Lit incorpore des éléments de punk rock, grunge et heavy metal. Puis ils changent pour du pop punk et du power pop sur leur album A Place in the Sun. Lit est principalement catégorisé rock alternatif,, et pop punk. Lit est aussi décrit comme groupe de post-grunge.

## Membres

### Membres actuels
- A.Jay Popoff - chant (depuis 1995)
- Jeremy Popoff - guitare (depuis 1995)
- Kevin Baldes - basse (depuis 1995)

### Anciens membres
- Allen Shellenberger - batterie (1995–2009, décédé en 2009)
- Nathan Walker - batterie (2009–2016)
- Ryan Gillmor – guitare rythmique, claviers, chœurs (2012–2013; touring member 2015–2016)

## Vidéographie

### DVD
- 2004 : All Access

### Clips
- 1995 : My World
- 1997 : Bitter
- 1999 : My Own Worst Enemy
- 1999 : Zip-Lock (avec une apparition de blink-182 et Dee Snider de Twisted Sister)
- 2000 : Miserable (avec Pamela Anderson)
- 2000 : Over My Head
- 2000 : Four
- 2000 : Best Is Yet to Come Undone
- 2001 : Lipstick and Bruises
- 2002 : Something to Someone
- 2003 : Live for This
- 2004 : Looks Like They Were Right
- 2004 : Too Fast For A U-Turn
- 2006 : Needle and Thread
- 2009 : Here's to Us (hommage à Allen Shellenberger)